# Saint-Christophe-Dodinicourt
Saint-Christophe-Dodinicourt är en kommun i departementet Aube i regionen Grand Est (tidigare regionen Champagne-Ardenne) i nordöstra Frankrike. Kommunen ligger  i kantonen Brienne-le-Château som ligger i arrondissementet Bar-sur-Aube. År 2022 hade Saint-Christophe-Dodinicourt 32 invånare.

## Befolkningsutveckling
Antalet invånare i kommunen Saint-Christophe-Dodinicourt
Referens: INSEE